# Curado (sobrenome)
Curado, Família da nobreza da terra,  Quatrocentona, do estado de Goiás, conhecida por sua grande influência no estado, participação politica, e por possuir grandes porções de terra no estado.

## Origens
A origem deste apelido de família encontra-se na vila da Sertã, sede do município e da freguesia do mesmo nome pertencente ao distrito de Castelo Branco, região Centro, subregião do Pinhal Interior Sul e diocese de Portalegre e Castelo Branco, local de onde em meados do Século XVIII, José Gomes Curado se mudou para Meia Ponte, hoje Pirenópolis, Estado de Goiás, no Brasil, para exercer o cargo de juiz ordinário, no governo d 4º conde dos Arcos, D. Marcos de Noronha. 
Em Pirenópolis, o então tenente Gomes Curado casou-se com Maria Cerqueira d'Assunção, paulista, filha do tenente-coronel Clemente da Costa e Abreu, lisboeta, e de Maria Pinheiro da Fonseca, de Itu. O casal teve cinco filhos, que geraram numerosa descendência hoje espalhada por todo o Brasil e Portugal ():
- Ana Timótea Curado;
- Joaquim Xavier Curado (1746–1830);
- Francisco Xavier Curado;
- Feliciana Antônia Curado (1746–1830);
- Maria Josefa Curado (1754–1825).

Com o casamento de Ana Timótea Curado com sargento-mor Antônio José de Campos, uniu-se a família Curado com a família Campos, proveniente da Vila de Castelo de Ferreira de Aviz, em Portugal. Este entrelaçamento resultou no acúmulo de riqueza e poder a serviço da mineração do ouro em Goiás. Tamanho foi a fortuna que a união dessas famílias gerou, que construiu-se, com recursos particulares de seus membros, a Igreja de Nosso Senhor do Bonfim, entre 1750 e 1754, e todo o caçamento de pedras da estrada do Morro Grande, por dezenas de quilômetros, também em Pirenópolis, para facilitar o escoamento do ouro ().
Com o casamento do comendador João José de Campos Curado com sua conterrânea Ana das Dores Fleury (Inhazinha), em 31 de maio de 1826, uniu-se a família Curado com a família Fleury, que é de origem francesa, proveniente da região da Normandia, departamentos de Eure e Sena Marítimo (). O entrelaçamento resultou numa numerosa descendência, quase toda voltada para a administração pública e a agropecuária .

## Genealogia
Por parte de Maria Pinheiro da Fonseca, a família Curado tem uma ilustre genealogia, sendo ela neta de Antônio Raposo Tavares e Lucrécia Leme Borges de Cerqueira, uma fidalga portuguesa. Ela também era descendente de Martim Afonso de Sousa. Lucrecia era descendente de ilustres personagens como

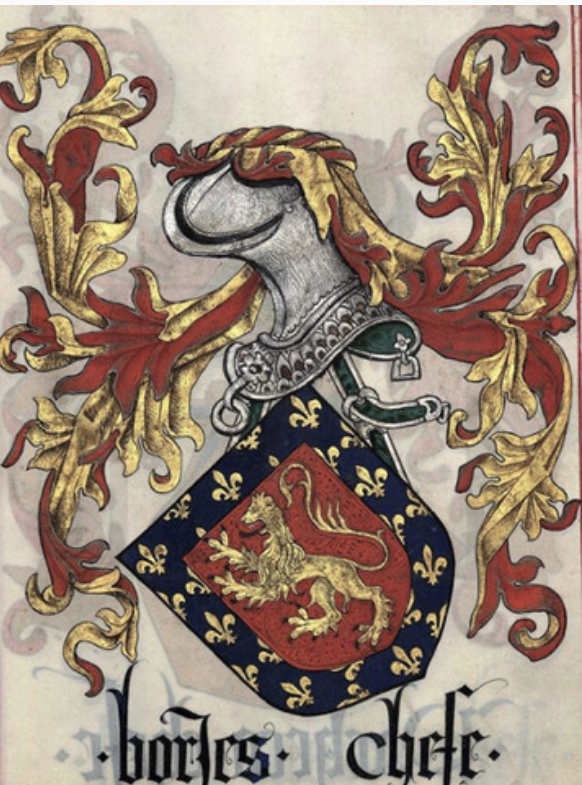
Brasão Borges

- Martim Leme
- Fernando I de Portugal
- Fernando Perez Ponce de Leão.
- João Gonçalves da Câmara
- Rodrigo Anes Borges
- D. Lopo Dias de Sousa
- Sciarra ColonnaBrasão Borges

## Alguns membros notáveis desta família ao longo do tempo
- André Augusto de Pádua Fleury[10]
- Antônio de Pádua Fleury[10]
- Antônio Fleury Curado, Coronel e Oficial Honorário da Força Policial da Província de Goyaz (criada em 1858)[11]
- Arinan de Loiola Fleury[10]
- Bernardo Élis Fleury de Campos Curado[10]
- Erico Curado[10]
- Jerônimo José de Campos Curado Fleury[10]
- Jarbas Jayme[10]
- João José de Campos Curado[10]
- Joaquim Xavier Curado[10]
- João Augusto de Pádua Fleury[10]
- José Fleury[10]
- Luiz Antônio Fleury Filho[10]
- Luís Gonzaga Jaime[10]
- Sebastião Fleury Curado[10]
- Sérgio Fernando Paranhos Fleury[10]
- António Henriques Curado (antigo jogador da Académica de Coimbra e do Vitória de Guimarães)
- Francisco de Assis Moraes
- Andrelino Rodrigues de Moraes
- José de Assis Moraes

## Famílias relacionadas
- Fleury (sobrenome)
- Família Leme
- Rodrigues de Moraes